# Bhangara
Bhangara (en népalais : भंगरा) est un comité de développement villageois du Népal situé dans le district de Parbat. Au recensement de 2011, il comptait 1 863 habitants.
Le mot bhangara ou bhangra fait aussi référence aux  étoffes textiles tissées à base de chanvre au Népal.
Bhangara est également le nom d'une marque française de sacs et accessoires qui trouve ses matières premières au Népal. 